# Reprezentacja Białorusi w piłce wodnej mężczyzn
Reprezentacja Białorusi w piłce wodnej mężczyzn – zespół, biorący udział w imieniu Białorusi w meczach i sportowych imprezach międzynarodowych w piłce wodnej, powoływany przez selekcjonera, w którym mogą występować wyłącznie zawodnicy posiadający obywatelstwo białoruskie. Za jej funkcjonowanie odpowiedzialny jest Białoruski Związek Piłki Wodnej (BFWP), który jest członkiem Międzynarodowej Federacji Pływackiej.

## Historia
W 1993 po rozpadzie ZSRR reprezentacja Białorusi rozegrała swój pierwszy oficjalny mecz w eliminacjach do Mistrzostw Europy.

## Udział w turniejach międzynarodowych

### Igrzyska olimpijskie
Reprezentacja Białorusi żadnego razu nie występowała na Igrzyskach Olimpijskich.

### Mistrzostwa świata
Dotychczas reprezentacji Białorusi żadnego razu nie udało się awansować do finałów MŚ.

### Puchar świata
Białoruś żadnego razu nie uczestniczyła w finałach Pucharu świata.

### Mistrzostwa Europy
Białoruskiej drużynie żadnego razu nie udało się zakwalifikować do finałów ME.